# Scoudouc
Scoudouc är en ort i Kanada.   Den ligger i provinsen New Brunswick, i den östra delen av landet, 900 km öster om huvudstaden Ottawa. Scoudouc ligger 36 meter över havet och antalet invånare är 200.
Terrängen runt Scoudouc är platt. Närmaste större samhälle är Moncton, 19,5 km väster om Scoudouc. 
I omgivningarna runt Scoudouc växer i huvudsak blandskog. Runt Scoudouc är det glesbefolkat, med 18 invånare per kvadratkilometer.